# David Kinkade

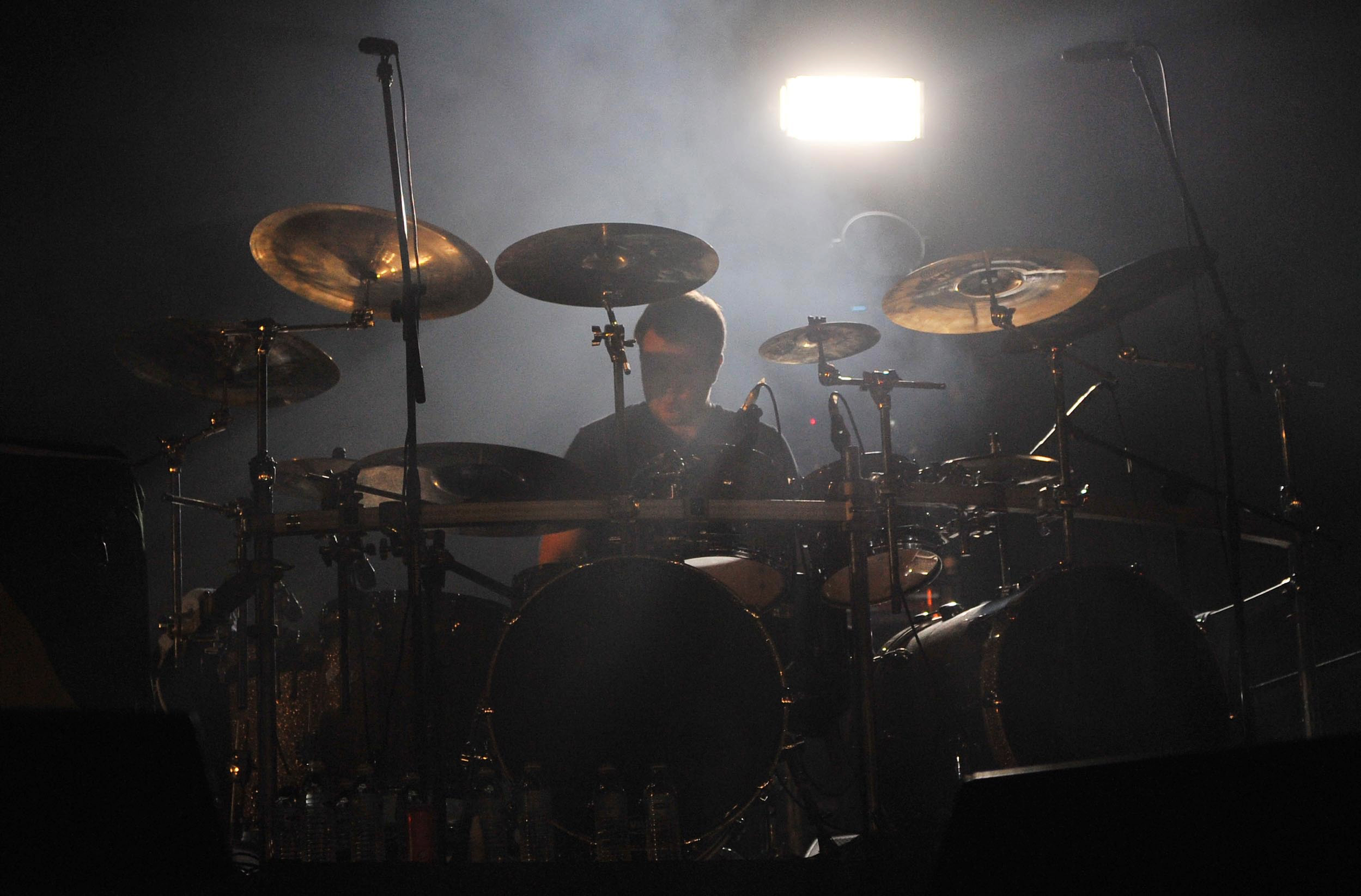
David Kinkade 2012 bei Soulfly

David Kinkade (* 25. August 1983) ist ehemaliger Schlagzeuger der Band Borknagar und war bei der Metal-Band Soulfly tätig.

## Geschichte
David Kinkade wurde im Jahr 1983 in New Jersey geboren. Im Alter von drei Jahren begann er mit dem Schlagzeugspielen, als sein Großvater ihm sein Schlagzeug übergab.
Er ist bekannt für seine schnelle Hand- und Double-Bass-Technik. Kinkade beschränkt sich nicht nur auf den Metal-Bereich. Er ist unter anderem auch erfahren in den Bereichen Jazz, Fusion, Progressive Rock, Swing und Rock.
Als seine Haupteinflüsse gelten Metallica, Pink Floyd, Kiss, Iron Maiden, Sepultura, Immortal, Emperor und Devin Townsend Project.
Kinkade wird von den Schlagzeugern Gavin Harrison, Horacio „El Negro“ Hernández, Nick Barker, Mike Mangini, Hellhammer, Nick Mason, Carmine Appice, Vinnie Appice, Dave Lombardo, Nicko McBrain, Peter Criss, Eric Singer, Eric Carr, Neil Peart, Lars Ulrich und Pete Sandoval stark beeinflusst.
Im August 2011 wurde er als neuer Schlagzeuger der Band Soulfly bekanntgegeben.
Im Oktober 2011 trennte er sich von seiner bisherigen Band Borknagar.

## Persönliches
Neben seiner Liebe zur Musik ist Kinkade sehr im Tierschutz aktiv. Im Jahr 2007 gründete er die Stiftung Metal 4 Pets Foundation, die sich gegen Tiermissbrauch ausspricht. Das Ziel der Stiftung ist der Kampf der Metal-Welt gegen Tiermissbrauch.
Kinkade kann außerdem auf acht Jahre professionellen Privatunterricht zurückblicken. Im Sommer 2008 arbeitete er mit 13 Schülern im Alter von 7 bis 13 Jahren an einem Mittelschulprogramm, das das Ziel hatte, Kindern mit Autismus das Spielen des Schlagzeugs und der Perkussion beizubringen.
Er lebt momentan in Chicago.

## Diskografie

### Mit Borknagar
- Universal (Album, 2010, Indie Recordings)

### Mit Soulfly
- Enslaved (Album, 2012, Roadrunner Records)

## Ausrüstung
- Pearl Reference & Masters Schlagzeug & Pearl Icon Rack und Hardware
- Pearl Drums|Pearl Ultracast Snare (size 6.5x14)
- Sabian HH, AAX, AA, HHX Becken
- Axis A long-board pedals w/ ekit triggers
- Alesis DM10
- Evans drum heads (EQ3, G2, Power center reverse dot)
- Promark drumsticks (16 3/4" .603 Hickory - David Kinkade signature)